# Thomas Heurtel
Thomas Heurtel (* 10. April 1989 in Béziers) ist ein französischer Basketballspieler.

## Laufbahn
Heurtel schaffte in der Saison 2007/08 bei Élan Béarnais Pau-Lacq-Orthez den Sprung von der Jugend in die Profimannschaft. Der Durchbruch in der ersten französischen Liga gelang ihm im Folgespieljahr 2008/09, als der Spielmacher pro Begegnung im Schnitt 10 Punkte erzielte und 6,2 Korberfolge seiner Nebenmänner vorbereitete. Allerdings stieg er mit Pau-Orthez aus der Liga ab, Heurtel wurde von ASVEL Lyon-Villeurbanne verpflichtet, aber gleich an den Ligakonkurrenten Straßburg IG verliehen. Nach einem Jahr in Straßburg wurde von ASVEL abermals ein Leihabkommen für Heurtel vereinbart, und zwar mit dem spanischen Erstligisten CB Lucentum Alicante. In Alicante war Heurtel mit 9,5 Punkten und 2,4 Korbvorlagen im Schnitt Leistungsträger.
Im Sommer 2011 wurde sein Vierjahresvertrag mit ASVEL aufgelöst, Heurtel wechselte für eine Ablösesumme von 145.000 Euro zum spanischen Spitzenklub Saski Baskonia nach Vitoria-Gasteiz. Bei Baskonia erhielt der Franzose zunächst weniger Einsatzzeit als in Alicante, sicherte sich aber im Verlauf der kommenden Jahre zusehends mehr Spielanteile und wurde insbesondere als Taktgeber und Vorbereiter im Aufbau ein wichtiger Bestandteil der Mannschaft. In der Saison 2013/14 kam er in der Hauptrunde der spanischen Liga ACB auf Mittelwerte von 10,1 Punkten und 5,4 Korbvorlagen. Darüber hinaus nahm Heurtel mit Baskonia an der EuroLeague teil.
Ende Dezember 2014 verließ er Baskonia und wechselte zum türkischen Spitzenverein Anadolu Efes SK nach Istanbul. In der Saison 2015/16 wurde Heurtel vom Basketballnachrichtendienst eurobasket.com in die Mannschaft des Jahres der türkischen Liga gewählt, nachdem er für Efes im Schnitt 11,9 Punkte sowie 6,1 Korbvorlagen im Laufe der Hauptrunde erzielt hatte. Heurtel setzte 2016/17 noch einen drauf und verbesserte seine statistischen Werte in der türkischen Liga auf Mittelwerte von 12,4 Punkten sowie 7 Korbvorlagen.
Im Sommer 2017 nahm Heurtel ein Vertragsangebot des spanischen Großklubs FC Barcelona an. Auch in Barcelona tat sich der Franzose als Spielmacher mit gutem Auge für seine Nebenleute und sicherem Dreipunktwurf hervor. 2018 und 2019 gewann er mit dem FC Barcelona den spanischen Pokalwettbewerb und wurde jeweils als bester Spieler des Wettbewerbs ausgezeichnet. In der Saison 2019/20 machten ihm die Nachwirkungen einer Knieoperation zu schaffen. Heurtels Weggang aus Barcelona war von Misstönen auf Seiten der Anhänger der Mannschaft begleitet, da der Franzose im Dezember 2020 heimlich mit Barcelonas Rivale Real Madrid verhandelte.
Ende Februar 2021 schloss sich Heurtel in seinem Heimatland ASVEL Lyon-Villeurbanne an. Er trug zum Gewinn der französischen Meisterschaft bei. Im Juli 2021 gab Real Madrid Heurtels Verpflichtung bekannt. Der Franzose war in der Liga ACB bester Korbvorbereiter der Madrider Mannschaft, die 2022 spanischer Meister wurde.
Im September 2022 vermeldete BK Zenit Sankt Petersburg Heurtels Verpflichtung. Daraufhin wurde Heurtel bis auf weiteres aus der französischen Nationalmannschaft ausgeschlossen. Vor der kurz vorher abgehaltenen EM 2022 hatte er wie alle Mitglieder des französischen Aufgebots eine Zusicherung unterschrieben, aufgrund des russischen Überfalls auf die Ukraine nicht bei einem russischen oder belarussischen Verein unter Vertrag zu stehen oder das zu beabsichtigen.
In der Sommerpause 2024 wechselte Heurtel zu den Shenzen Leopards in die Volksrepublik China. Im November 2024 verließ er die Mannschaft wieder. Anfang Januar 2025 scheiterte seine Rückkehr zum FC Barcelona am Einspruch des Vereinspräsidenten Joan Laporta, weil dieser den Widerstand der Anhänger aufgrund der Umstände von Heurtels Abschied aus Barcelona im Dezember 2020 fürchtete. Er wurde im Januar 2025 vom spanischen Erstligisten Leyma Basquet Coruña unter Vertrag genommen. Am Ende des Spieljahres 2024/25 belegte er mit der Mannschaft einen Abstiegsplatz.
Zur Saison 2025/26 kehrte Heurtel zu ASVEL Lyon-Villeurbanne zurück.

### Nationalmannschaft
Mit der französischen U20-Auswahl wurde er 2009 Dritter der Europameisterschaft dieser Altersklasse. Mit der Herrennationalmannschaft wurde er 2013 Europameister, war während des Turniers aber nur Ergänzungsspieler. Bei der WM 2014 holte er mit Frankreich Bronze. 2016 nahm er an den Olympischen Sommerspielen teil und erreichte den sechsten Platz. 2021 folgte seine zweite Olympiateilnahme, diese endete mit der Silbermedaille.
Bei der Europameisterschaft 2022 erreichte Heurtel mit Frankreich ebenfalls das Endspiel, wieder gab es die Silbermedaille.